# Triengen
Triengen és un municipi del cantó de Lucerna (Suïssa), situat al districte de Sursee. Es tracta d'un municipi que ha absorbit progressivament pobles veïns, així el 2005 incorporava Kulmerau i Wilihof i el 2009 Winikon.